# Hiram Berdan
Hiram Berdan (ur. 1824, zm. 1893) – amerykański generał oraz inżynier, światowej sławy strzelec wyborowy, dowódca oddziału strzelców wyborowych (tzw. Sharpshooters) podczas wojny secesyjnej. Wynalazca słynnego karabinu Berdana oraz związanej z nim amunicji.

## Życiorys
Berdan urodził się w Phelps, hrabstwo Ontario. Pracował jako mechanik w Nowym Jorku; przez piętnaście lat przed wybuchem wojny secesyjnej był uznanym i wielokrotnie nagradzanym strzelcem wyborowym. W tym czasie wynalazł również karabin samopowtarzalny oraz maszynę do amalgamacji złota – wynalazki przyniosły mu uznanie oraz bogactwo.

### Wojna secesyjna
Latem 1861 roku zaangażował się w utworzenie dwóch regimentów strzelców wyborowych (tzw. Sharpshooters od karabinu Sharpsa), które miały wspierać oddziały generała Winfielda Scotta. Berdan został mianowany pułkownikiem i dowódcą 1. i 2. regimentu 30 listopada 1861. Jego żołnierze przechodzili rygorystyczne szkolenie, otrzymywali charakterystyczne zielone mundury i wyposażani byli w celowniki teleskopowe. Sharpshooters wykonywali zwykle zadanie specjalne.
Berdan brał udział w bitwie siedmiodniowej, II bitwie nad Bull Run, a w lutym i marcu 1863 dowodził 2. i 3. brygadą, 3. korpusu Armii Potomaku w bitwie pod Chancellorsville. Brał czynny udział w bitwie pod Gettysburgiem, gdzie opóźnił atak na Devil’s Den oraz Peach Orchard konfederackiej brygady z Alabamy pod generałem Cadmusem Wilcoxem.

### Po wojnie
Berdan zrezygnował ze stanowiska wojskowego 2 stycznia 1864 i poświęcił się karierze wynalazcy i inżyniera. Zmarł nagle w 1893 roku i został pochowany na Cmentarzu narodowym w Arlington.